# Mitsuki (Naruto)
Mitsuki är en fiktiv figur skapad av mangakonstnären Masashi Kishimoto. Han introduceras först i Narutos spin-off Naruto: The Seventh Hokage and the Scarlet Spring, där han skildrades som en utbytesstudent som går på lektioner i Konohagakure för att bli en ninja.